# Diidrolipoil deidrogenasi
La diidrolipoil deidrogenasi, che appartiene alla classe delle ossidoreduttasi, è il terzo enzima del complesso della piruvato deidrogenasi. Catalizza la seguente reazione:
proteina N6-(diidrolipoil)lisina + NAD+ ⇄ proteina N6-(lipoil) lisina + NADH + H+
Il suo compito è quello di trasferire due atomi di idrogeno al coenzima flavinico FAD, trasformandolo in FADH2. Lo stesso cederà gli atomi di idrogeno al NAD+, riducendolo a NADH + H+.
È presente anche nel complesso della Glicina deidrogenasi.